# سندرم بیش‌تحریکی تخمدان
سندرم بیش‌تحریکی تخمدان یا سندرم تحریک بیش از حد تخمدان (OHSS) یکی از عوارض تحریک تخمک گذاری در زنانی است که از داروهای هورمونی استفاده می‌کنند. در این شرایط تخمدان به هورمون‌های اضافی پاسخ بیش از حد می‌دهد و ورم کرده و دردناک می‌شود. در بیشتر موارد این عارضه خفیف است و به ندرت وضعیت شدید شده و منجر به بیماری جدی یا مرگ می‌شود.

## علائم
علائم سندرم بیش‌تحریکی تخمدان اغلب ظرف یک یا دو هفته پس از استفاده از داروهای تزریقی برای تحریک تخمک‌گذاری آغاز می‌شود. علائم می‌توانند از خفیف تا شدید باشند و با گذشت زمان بدتر شده یا بهبود یابد. در صورت بروز این مشکل، علائم می‌تواند شامل موارد زیر باشد:
- درد خفیف تا متوسط و شدید شکمی
  - نفخ شکم یا افزایش اندازه دور کمر غیرطبیعی
  - حالت تهوع و استفراغ
  - اسهال
  - افزایش سریع وزن - بیش از ۱ کیلوگرم در ۲۴ ساعت
  - لخته شدن خون
  - کاهش ادرار
  - تنگی نفس
  - سفت و بزرگ شدن شکم

## علت
شیوع این عارضه نادر است و در برخی موارد می‌تواند ریشه ژنتیکی داشته باشد. داروهای کلومیفن، لتروزول، گنادوتروپین و داروهای تجویزی برای روش لقاح مصنوعی ممکن است منجر به این سندرم شود. اما به‌طور کلی می‌توان طبق آمارهای پزشکی از هر ۱۰۰ زن ۵ نفر آن‌ها به این بیماری مبتلا می‌شوند. ریسک فاکتورهای آن شامل سندرم تخمدان پلی‌کیستیک، سن پایین برای بارداری، لاغری شدید، تعداد فولیکول‌های بالا آنترال، ایجاد فولیکول تخمدان‌های زیاد تخمدان به‌صورت القایی برای بارداری، افزایش غلظت استرادیول سرم، استفاده از hCG برای بلوغ نهایی تخمک یا آزادسازی آن می‌باشد. خطر مرگ در این بیماری بسیار پایین است اما صفر نیست.

## جلوگیری
برای کاهش احتمال ابتلا به سندرم افزایش بیش از حد تخمدان، پزشک باید از کمترین دوز ممکن داروها برای تحریک تخمدان و تخمک‌گذاری استفاده کند. به نظر می‌رسد برخی از داروها مانند آسپرین با دوز کم، کاربرگولین، تزریق کلسیم و آگونیست‌های دوپامین بدون تأثیر بر احتمال بارداری، می‌توانند خطر OHSS را کاهش می‌دهند. همچنین تجویز قرص متفورمین به زنان مبتلا به سندرم تخمدان پلی کیستیک در هنگام تحریک تخمدان می‌تواند به جلوگیری از تحریک بیش از حد کمک کند.

## درمان
درمان سندرم بیش‌تحریکی تخمدان به شدت آن بستگی دارد. در موارد خفیف، با نظارت بر اندازه دور شکم، وزن و حال عمومی به صورت سرپایی درمان می‌شود. در موارد شدید، با استراحت در بستر، مصرف بیشتر مایع‌ها و نظارت دقیق بر مواردی مانند الکترولیت‌ها و انجام به موقع آزمایش‌ها و سونوگرافی کنترل خواهد شد. اگر هنگام انجام ای‌وی‌اف این سندرم ایجاد شود، می‌توان احتیاط کرد و جنین‌ها را فریز و انتقال جنین‌های تشکیل شده را به تعویق انداخت، زیرا حاملگی می‌تواند زمان بهبودی را طولانی کند یا باعث شدید تر شدن بیماری شود. با گذشت زمان و کنترل دقیق، وضعیت به‌طور خود به خودی به حالت طبیعی برمی گردد.